# Фуентельсас-де-Сорія
Фуентельсас-де-Сорія (ісп. Fuentelsaz de Soria) — муніципалітет в Іспанії, у складі автономної спільноти Кастилія-і-Леон, у провінції Сорія. Населення — 61 особа (2010).
Муніципалітет розташований на відстані близько 190 км на північний схід від Мадрида, 12 км на північ від Сорії.
На території муніципалітету розташовані такі населені пункти: (дані про населення за 2010 рік)
- Айльйонсільйо: 4 особи
- Фуентельсас-де-Сорія: 27 осіб
- Педраса: 21 особа
- Портельрубіо: 9 осіб

## Демографія
Динаміка населення (INE ):